# São Paulo FC
São Paulo Futebol Clube (zkratkou SPFC) je brazilský fotbalový klub z města São Paulo. Pravidelně se účastní nejvyšší brazilské národní fotbalové soutěže, Campeonato Brasileiro Série A, z níž nikdy nesestoupilo. Jeho rivaly jsou Corinthians, Palmeiras a Santos.
Klub byl založen v roce 1930, hraje na stadiónu Estádio Cícero Pompeu de Toledo – známém jako Estádio do Morumbi – o kapacitě 67 428 diváků.

## Historie
Předchůdce São Paulo FC, klub s názvem São Paulo da Floresta, vznikl 27. ledna 1930 zásluhou muže jménem Edgar Souza Aranha.
São Paulo FC vznikl roku 1935 sloučením klubů Clube de Regatas Tietê a São Paulo da Floresta. Roku 1960 otevřelo São Paulo po devíti letech prací nový stadion Morumbi.
Ačkoli je jeho kapacita oficiálně maximálně 80 000 míst, roku 1977 byla rekordní návštěva v počtu 138 032 lidí. Když se v roce 1971 nově ustanovila národní liga Série A (zvaná Brasileirão), skončilo São Paulo na druhém místě za Atléticem Mineiro. První titul tým vybojoval roku 1977, ve finále triumfoval symbolicky nad svým zmíněným přemožitelem z před pár let.

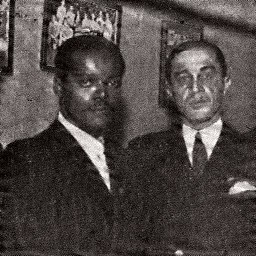
Klubové legendy Leônidas da Silva (vlevo) a Arthur Friedenreich (vpravo) v roce 1938

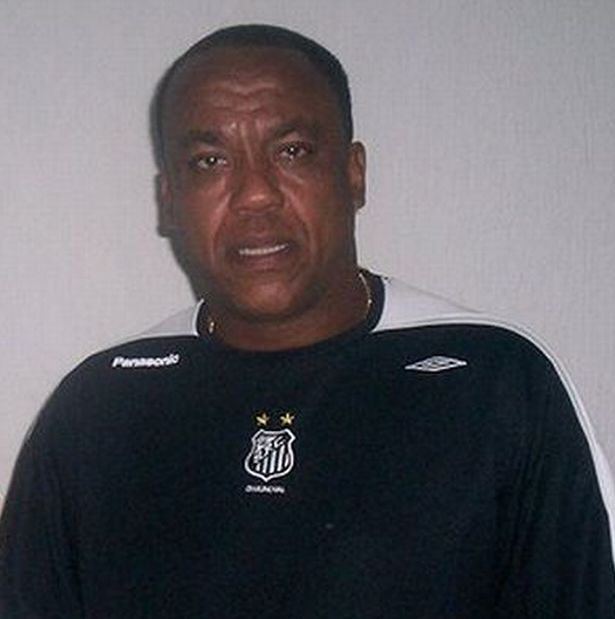
Někdejší útočník Serginho Chulapa náleží mezi klubové legendy

V letech 1980 a 1981 oslavil tým dvě trofeje v Paulistãu, zatímco v Brasileirãu podlehl v roce 1981 Grêmiu až ve finále. Roku 1983 zastoupil odcházejícího Serginha Chulapu útočník Careca, který v závěru tříletého angažmá pomohl k zisku doublu (Campeonato Paulista + Copa de Brasil), aby posléze odešel za čtyři miliony italských lir do Neapole. Tento přestup ovšem tým zahrnující útočně laděné fotbalisty Müllera a Falcãa a defenzivní záložníky Oscara a Daria Pereyru neoslabil a São Paulo FC v roce 1986 podruhé ovládlo Brasileirão po pro ně úspěšném penaltovém rozstřelu s Guarani. Tato generace přezdívaná Menudos do Morumbi, symbol úspěšné éry, zahrnovala i další jména, například středopolaře Silase. Stárnoucí generace našla omlazení po příchodu Raího v roce 1987, týmu se však nedařilo udržet přísun trofejí a navzdory triumfu ve státní lize v roce 1989 prohrálo ve stejném roce finále národní ligy, nestačilo totiž na Vasco da Gama.
São Paulo se dále proslavilo v 90. letech. V roce 1990 se zprvu nedařilo, vystřídali se tři trenéři a rivalové Corinthians uspěli ve finále národní ligy 1:0 právě na jejich úkor. Ve státní lize dokonce tým obsadil 15. místo, historicky nejhorší výsledek. Změna k lepšímu přišla pod trenérem Telê Santanou – São Paulo dvakrát získalo Pohár osvoboditelů (Copa Libertadores) – roku 1992 a v roce 1993. V obou letech navíc získalo Interkontinentální pohár, poté co roku 1992 porazilo Barcelonu a roku 1993 AC Milán.
V brazilské národní lize Brasileirão pak v roce 1993 narazili v semifinále na Palmeiras, ti však byli tentokráte úspěšnější. Třetí finálová účast v Poháru osvoboditelů v řadě třetím triumfem neskončila – v penaltovém rozstřelu byl proti Vélez Sarsfield.
Následovaly roky ve středu národní ligy a v roce 1996 se Telê Santana s trénováním definitivně rozloučil.
Trenér Muricy Ramalho se musel vypořádat s odchodem jednoho ze strůjců předcházejících úspěchů, brankář Zetti, zamířil do Santosu. Ramalho vložil důvěru do mladého 24letého brankáře Rogéria Ceniho, kterému později umožnil zahrávat některé přímé kopy.
Ramalho klub sice opustil, Ceni si však nezvyklou roli podržel a São Paulo se znovu přihlásilo o slovo ve státní lize, kterou v letech 1998 a 2000 ovládlo. V roce 2001 se uspořádal nepravidelný turnaj týmů z Ria de Janeira a São Paula pojmenovaný Torneio Rio – São Paulo. Ceni už v roli kapitána vedl tým s hráči jako byli Kaká, Júlio Baptista, Cicinho nebo Luís Fabiano, ti všichni se zasadili o postup do finále, ve kterém napříč dvojutkáním vyhrálo São Paulo 6:3 proti Botafogu. V příštích letech se týmu vyhýbaly nejvyšší příčky, ale v roce 2003 si třetím místem v Brasileirão zajistil účast v Poháru osvoboditelů po 10 letech.
V následujícím ročníku nejprestižnější klubové soutěže v Jižní Americe se São Paulo stalo semifinalistou a soupeřem měl být kolumbijský klub Once Caldas, překvapení turnaje. Brankář Ceni se dopustil chyb, které soupeř využil a vyhrál.
Další výhru v Poháru osvoboditelů si klub zajistil roku 2005, následně opanoval také Mistrovství světa klubů výhrou nad Liverpoolem 1:0.
V roce 2011 v klubu přivítali Rivalda a navrátilce Luíse Fabiana, za něhož kluboví představitelé zaplatili částku 7,6 milionu eur. Rok předtím v klubu hostoval další úspěšný navrátilec Cicinho.
Pod taktovkou Argentince a bývalého fotbalisty Hernána Crespa si São Paulo FC připsalo první triumf ve státní lize Campeonato Paulista od roku 2005 a první trofej od roku 2008. Po zklamání z předchozí sezóny 2020, kdy tým prováhal sedmibodový náskok a skončil čtvrtý, přišlo zlepšení vedoucí k finálové účasti v play-off. Triumf zajistila výhra 2:0 nad Palmeiras.

## Rivalita s Palmeiras

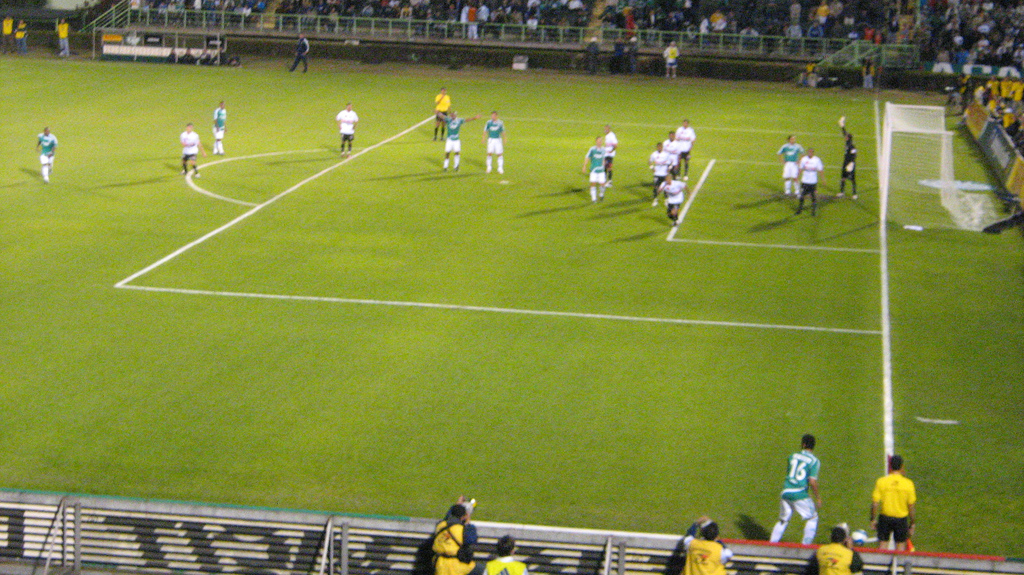
Zápas Campeonato Brasileiro v roce 2007

Vzájemná rivalita São Paulo FC (SPFC) s Palmeiras má kořeny ve 40. letech, kdy bylo Palmeiras – klub založený italskými přistěhovalci – nuceno bránit se osočování z údajných vazeb na komunity ve fašistické Itálii, přičemž vedení Palmeiras za tím vidělo snahu konkurence ovlivňovat dění v zákulisí. Samotné derby se nazývá O Choque Rei a je považováno za třetí největší derby São Paula za derby obou klubů s Corinthians. Obdobně jako příznivci Corinthians i příznivci Palmeiras vidí São Paulo FC více jako „nepřítele“ než „rivala“.
První střet byl odehrán roku 1930 v rámci státní ligy São Paula – Campeonato Paulista – a dopadl remízou 2:2. São Paulo FC zprvu za svými sousedy zaostávalo, ve státní lize ale dosáhlo roku 1942 finále a za bouřlivé atmosféry konfrontovalo Palmeiras. Palmeiras byli nakonec úspěšnější, finále dokonce ani nebylo dohráno do konce, neboť hráči SPFC odešli kvůli kontroverzní penaltě na protest ze hřiště.
Rok nato SPFC uhrálo v závěru sezóny klíčovou remízu 0:0 s Palmeiras a svého soupeře a i Corinthians předběhlo a získalo titul na úkor těchto dvou hegemonů.
São Paulo na svého rivala vyzrálo v rámci Poháru osvoboditelů, a to hned v několika případech. V ročníku 1974 na sebe tyto týmy narazily ve skupině této soutěže a São Paulo vyhrálo oba duely. V ročníku 1995 zastavilo São Paulo Palmeiras již v osmifinále a nakonec prohrálo až ve finále. Deset let na to překonali hráči SPFC vzdor Palmeiras znovu v osmifinále a tentokráte je nedokázali vyřadit ani pozdější soupeři. Ani v dalším roce se Palmeiras nevzmohlo na výhru v rámci kontinentálního měření sil a zhoršilo svoji bilanci se São Paulo FC na šest proher a dvě remízy v osmi zápasech celkově.
Produktivním hráčem São Paula proti Palmeiras je Müller se 12 góly, jenž za SPFC nastupoval v 80. a raných 90. letech. Obranu SPFC naopak ohrožoval útočník Palmeiras Evair, který do jejich brány dopravil balón celkem devětkrát. Na přelomu století měli příznivci obou celků shodně za ikonu dvojici brankářů a zároveň klubistů. Zatímco za SPFC chytal Rogério Ceni, za Palmeiras pak Marcos.

## Rivalita s Corinthians

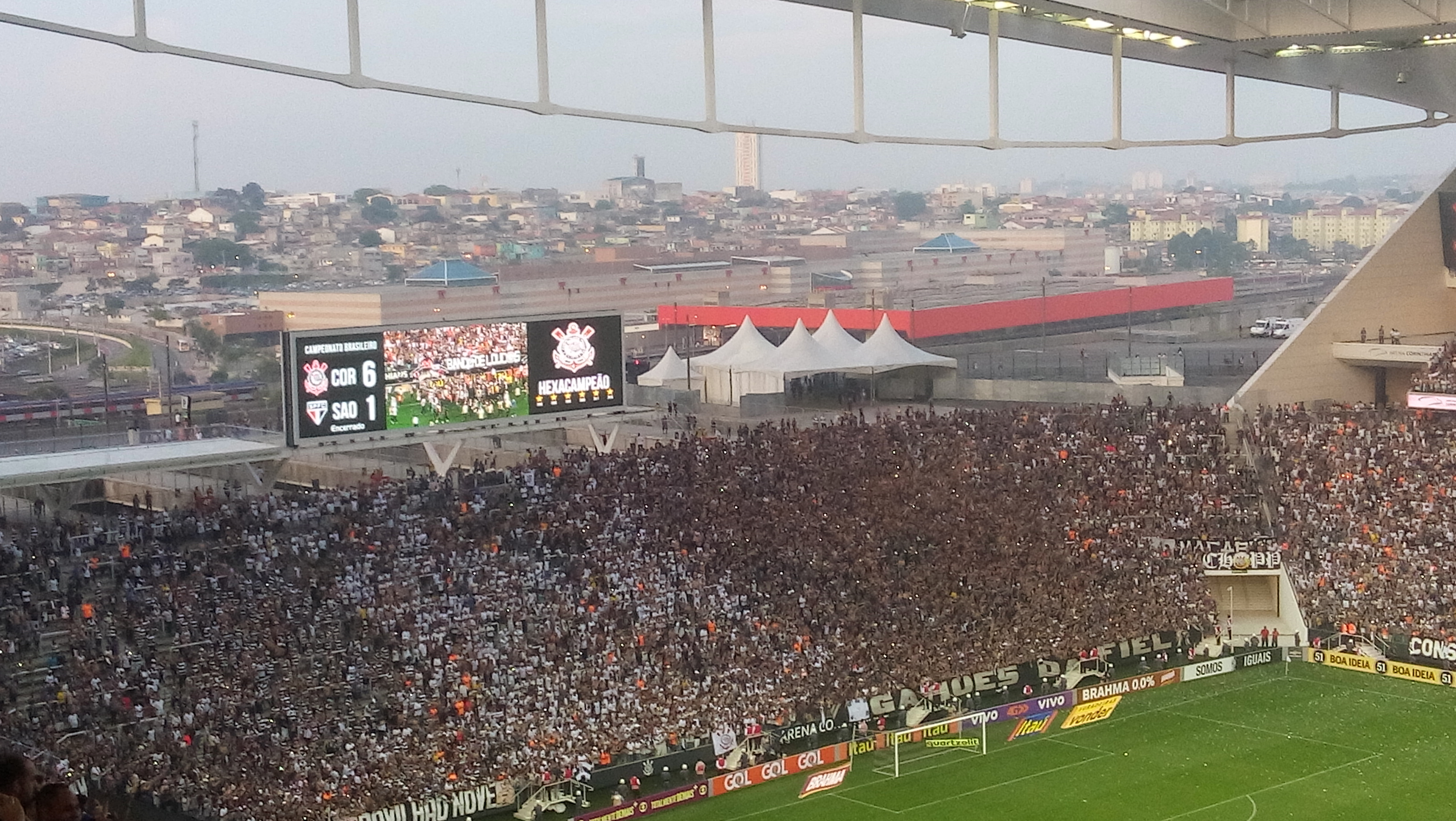
São Paulo v roce 2015 utrpělo s Corinthians rekordní debakl 1:6

Derby nese název Clássico Majestoso a je druhým největším v São Paulu. První střet mezi Corinthians a São Paulo FC byl odehrán 25. května 1930 a první jmenovaný jej vyhrál 2:1, São Paulo FC se však další rok pomstilo a po výhře nad Corinthians získalo ve státní lize první trofej v klubové historii. Obdobně jako příznivci Palmeiras i příznivci Corinthians vidí São Paulo FC více jako „nepřítele“ než „rivala“.
São Paulo FC drží v rámci derby nejdelší sérii bez porážky – mezi roky 2003 až 2007 se svým rivalem neprohrál 14 zápasů. Ve svých řadách mělo útočníka Serginha Chulapu, svého nejgólovějšího hráče v derby a čtvrtého celkově, naopak trojice nejlepších střelců je spjatá s Corinthians.
Největším vítězstvím São Paula FC je to z roku 1933, kdy se urodil výsledek 6:1. Protistrana tento počin v roce 2015 vyrovnala.
V prosinci 1982 se odehrál nejsledovanější vzájemný zápas – duel ve státní lize Paulistão za přítomnosti 117 tisíc diváků.

## Úspěchy

### Domácí
- Campeonato Brasileiro Série A (6): 1977, 1986, 1991, 2006, 2007, 2008[6]
- Campeonato Paulista (22): 1931, 1943, 1945, 1946, 1948, 1949, 1953, 1957, 1970, 1971, 1975, 1980, 1981, 1985, 1987, 1989, 1991, 1992, 1998, 2000, 2005, 2021[18]

### Mezinárodní
- Mistrovství světa klubů (1): 2005
- Interkontinentální pohár (2): 1992, 1993
- Pohár osvoboditelů (3): 1992, 1993, 2005
- Copa Sudamericana (1): 2012
- Supercopa Sudamericana (1): 1993
- Copa CONMEBOL (1): 1994
- Recopa Sudamericana (2): 1993, 1994
- Copa Máster de Conmebol (1): 1996

## Známí hráči

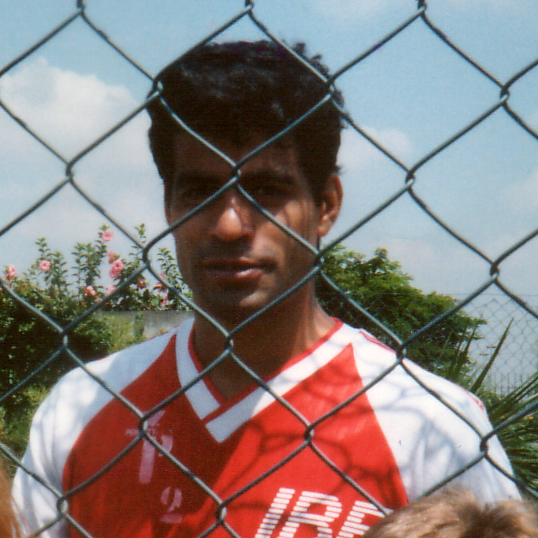
Raí byl mladší bratr jiného fotbalisty Sócratese, rovněž brazilského reprezentanta

- Artur Friedenreich [4]
- José Carlos Bauer [4]
- Leônidas da Silva [4]
- Cafú
- Rogério Ceni
- Serginho Chulapa
- Júlio Baptista
- Kaká
- Raí
- James Rodríguez